# Walter Bora

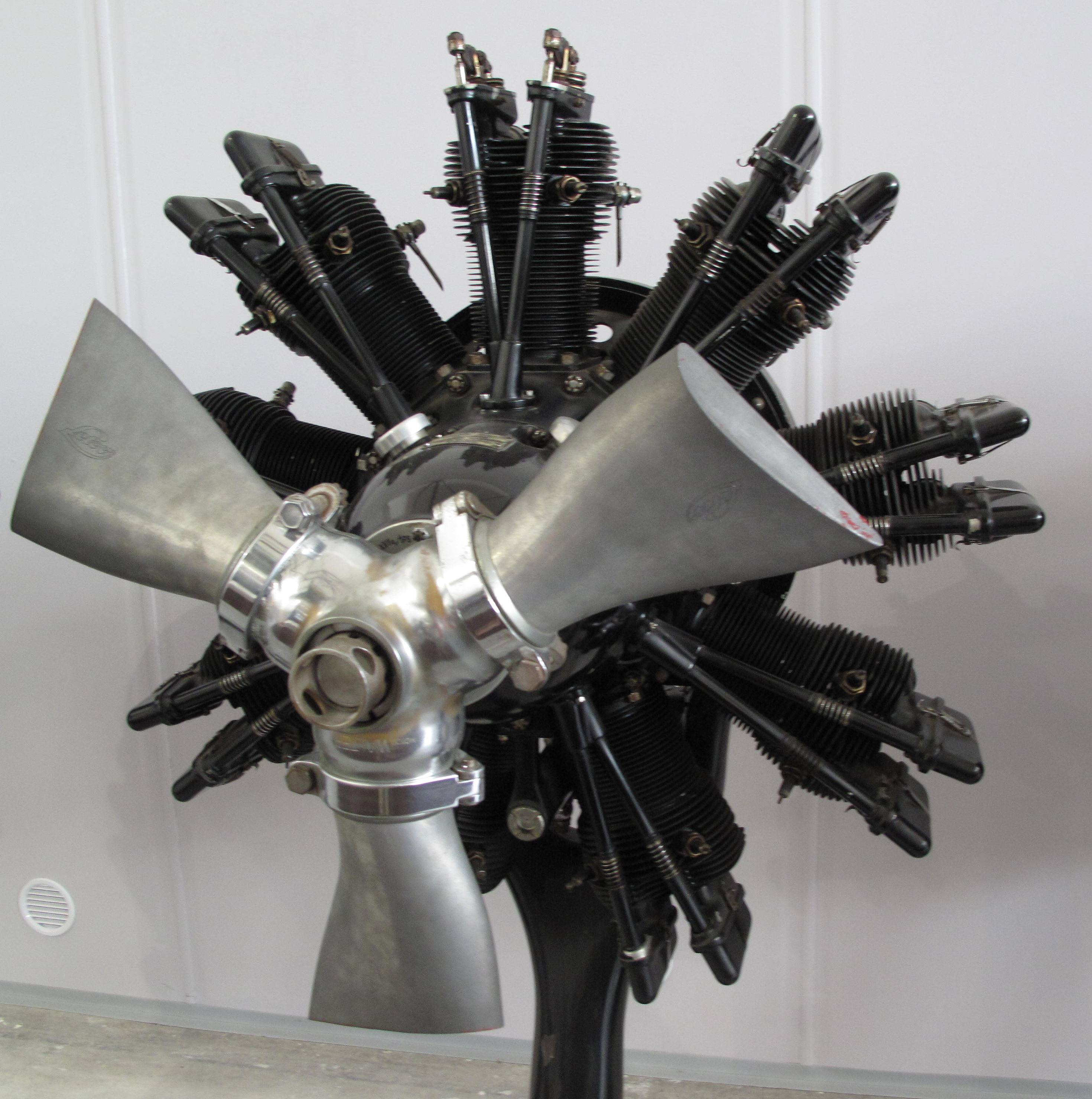
Walter Bora im Luftfahrtmuseum Kbely

Der Walter Bora ist ein Flugmotor des tschechoslowakischen Herstellers Walter Motors a.s. aus den Jahren 1933/1934.

## Entwicklung
Der Walter Bora basiert auf der NZ-Reihe und dem Walter Gemma. Die Abmessungen von Zylinderbohrung (105 mm) und Kolbenhub (120 mm) wurden übernommen. Es wurden vier Ausführungen entwickelt:
- das Grundmodell Bora I für den Europarundflug 1934 ohne Untersetzungsgetriebe und Kompressor sowie niedrigtourigem Verteilerrad in der Saugkammer
- der Bora-C mit hochtourigem Umlaufkompressor für die Erhöhung der Bodenleistung auf bis zu 265 PS
- der Bora-R ohne Kompressor, aber 3:2-Umlauf-Untersetzungsgetriebe
- der Bora-RC mit Umlaufkompressor und Untersetzungsgetriebe

## Aufbau
Der luftgekühlte Neunzylinder-Viertakt-Sternmotor mit Druckumlaufschmierung, Doppelzahnradpumpe und automatischer Öldruckregulierung besteht aus Stahllaufbuchsen mit aufgezogenen Leichtmetall-Kühlrippen und verbolzten Zylinderköpfen aus Leichtmetall. Jeder Zylinder verfügt über zwei Ventile, die durch die Nockenscheibe über Stoßstangen und Schwinghebel gesteuert werden. Die Kurbelwelle aus Poldi-Victrix-Spezialstahl ist geteilt und läuft in zwei Roll- und einem Axialkugellager. Der kraftübertragende Teil des Kurbelgehäuses besteht aus wärmebehandeltem Alluminiumguss, der übrige aus Elektron. In der Variante Bora-R ist das Triebwerk mit einem Umlaufgetriebe mit einem Verhältnis von 3:2 ausgestattet.

## Nutzung

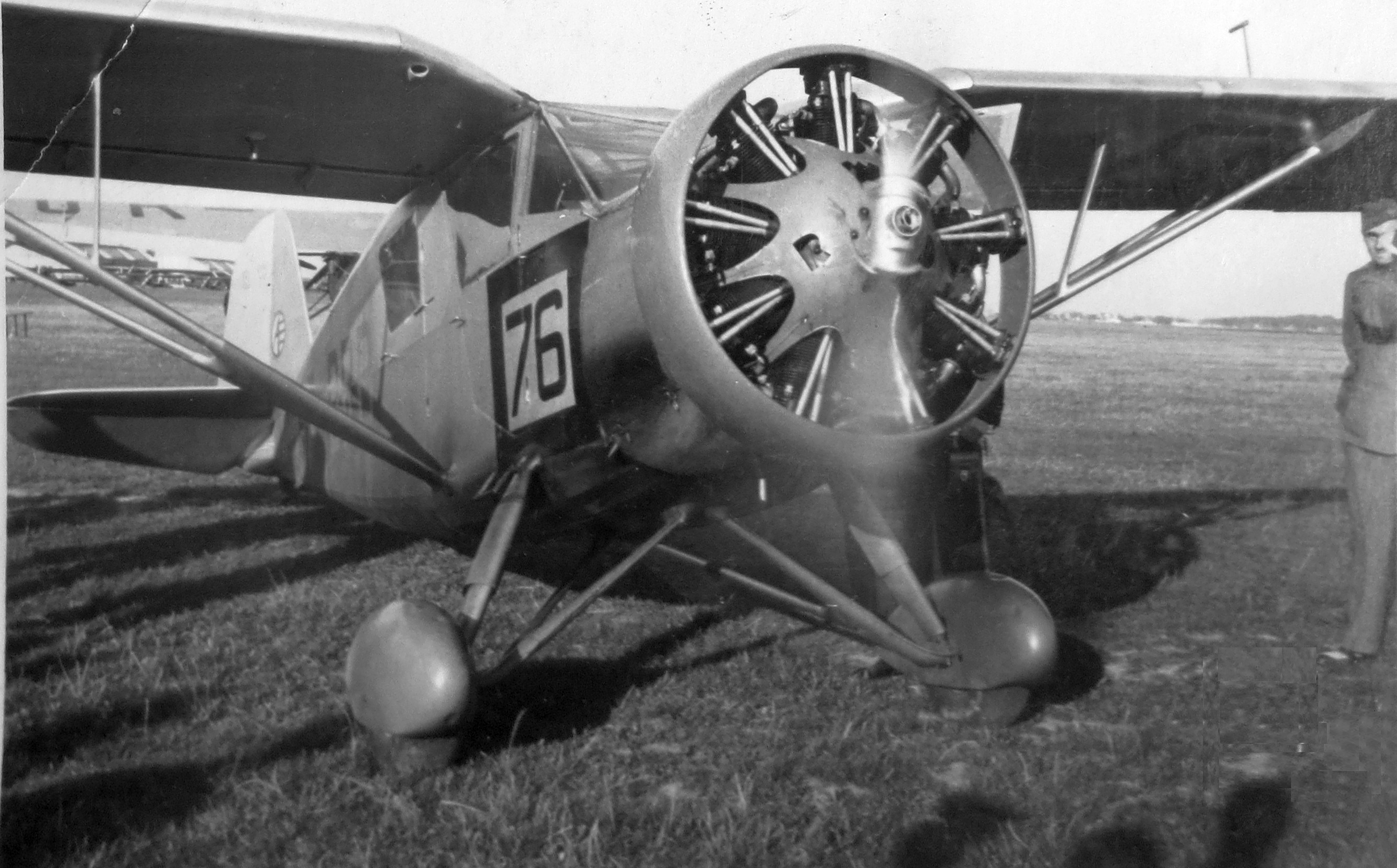
RWD-9 mit Walter Bora

- Aero A-200
- Nardi FN.305
- RWD-9
- WNF Wn 11

## Technische Daten
| Kenngröße                                          | Walter Bora I                            | Walter Bora-C                | Walter Bora-R                |
| -------------------------------------------------- | ---------------------------------------- | ---------------------------- | ---------------------------- |
| Bohrung                                            | 105 mm                                   | 105 mm                       | 105 mm                       |
| Hub                                                | 120 mm                                   | 120 mm                       | 120 mm                       |
| Hubraum                                            | 9,351 l                                  | 9,351 l                      | 9,351 l                      |
| Verdichtung                                        | 6,3                                      | 6,3                          | 6,3                          |
| Länge                                              | 880 mm                                   | 880 mm                       | 880 mm                       |
| Durchmesser                                        | 1096 mm                                  | 1096 mm                      | 1096 mm                      |
| Nennleistung                                       | 200 PS (147 kW) bei 2150/min             | 240 PS (177 kW) bei 2300/min | 235 PS (173 kW) bei 2400/min |
| Vollleistung                                       | 220 PS (162 kW) bei 2300/min             | 265 PS (195 kW) bei 2375/min | 244 PS (179 kW) bei 2600/min |
| Trockenmasse ohne Nabe                             | 165 kg                                   | 176 kg                       | 172 kg                       |
| Leistungsgewicht                                   | 0,75 kg/PS                               | 0,66 kg/PS                   | 0,7 kg/PS                    |
| Hubraumleistung                                    | 23,5 PS/l                                | 28,3 PS/l                    | 26,1 PS/l                    |
| Verbrauch bei 7/10 Leistung (Reisegeschwindigkeit) | 235 g/PS/h (Kraftstoff) 6–10 g/PS/h (Öl) |                              |                              |